# 烏有之郷
烏有之郷（ユートピア、簡体字:乌有之乡、英語:Utopia）は、改革開放に否定的な立場を取る中国の新左派系の雑誌社。文化大革命を引き起こした毛沢東を肯定する立場であり、紙上やネット上において言論闘争を繰り広げている。
中国は、改革の結果、著しい経済発展を遂げたが、その一方で、経済格差の急激な拡大を招いた。中国当局は批判や不満の受け皿として新左派系の勢力に支持が集まる可能性を懸念しており、香港メディアの報道によれば、2009年2月28日、北京市の警察は烏有之郷の拠点であった書店「烏有之郷書社」を捜索し、関係者4～5人を連行したとしている。
烏有之郷のウェブサイトは2005年に一度閉鎖に追い込まれたが、その後、再公開されていた。
烏有之郷は2009年ごろから薄熙来が主導する「重慶モデル」を礼賛し続けた。ただし、2012年3月、温家宝が全人代閉幕後の記者会見で薄熙来のやり方を批判したことから、烏有之郷は温を薄熙来を失脚させた張本人と見て公然と批判した。その後、2012年4月に再び閉鎖されたが、再び再開している。